# 塞德拉
塞德拉，是西班牙加利西亚自治区拉科鲁尼亚省的一个市镇，下辖8个教区。总面积85.4km², 总人口6888人（2017年），人口密度81人/km²。

## 人口
| 塞德拉历史人口变化图                                       |
|                                                            |
| 来源：西班牙国家统计局（1900-1991年，实际人口）（2000年-） |

## 图集

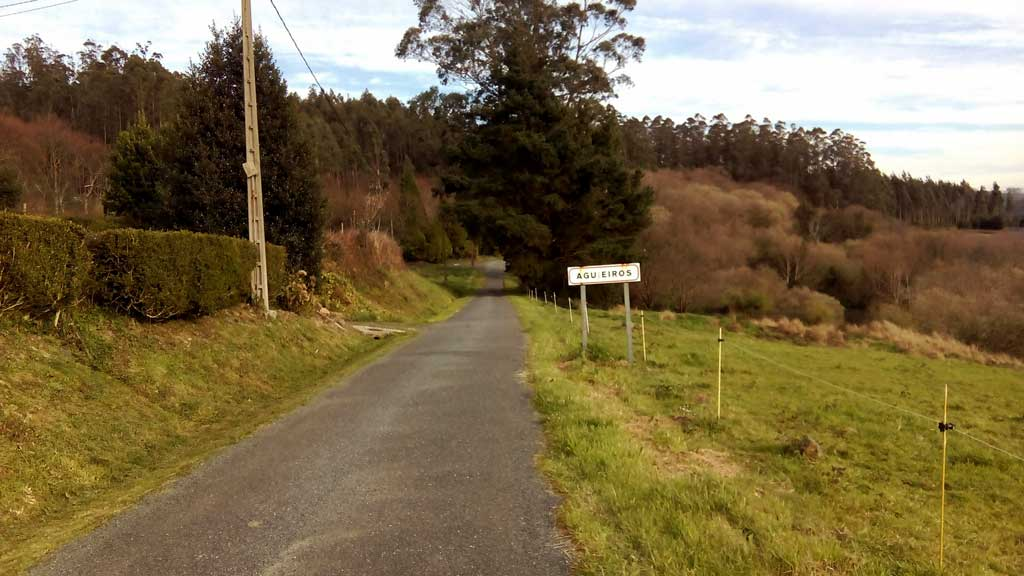
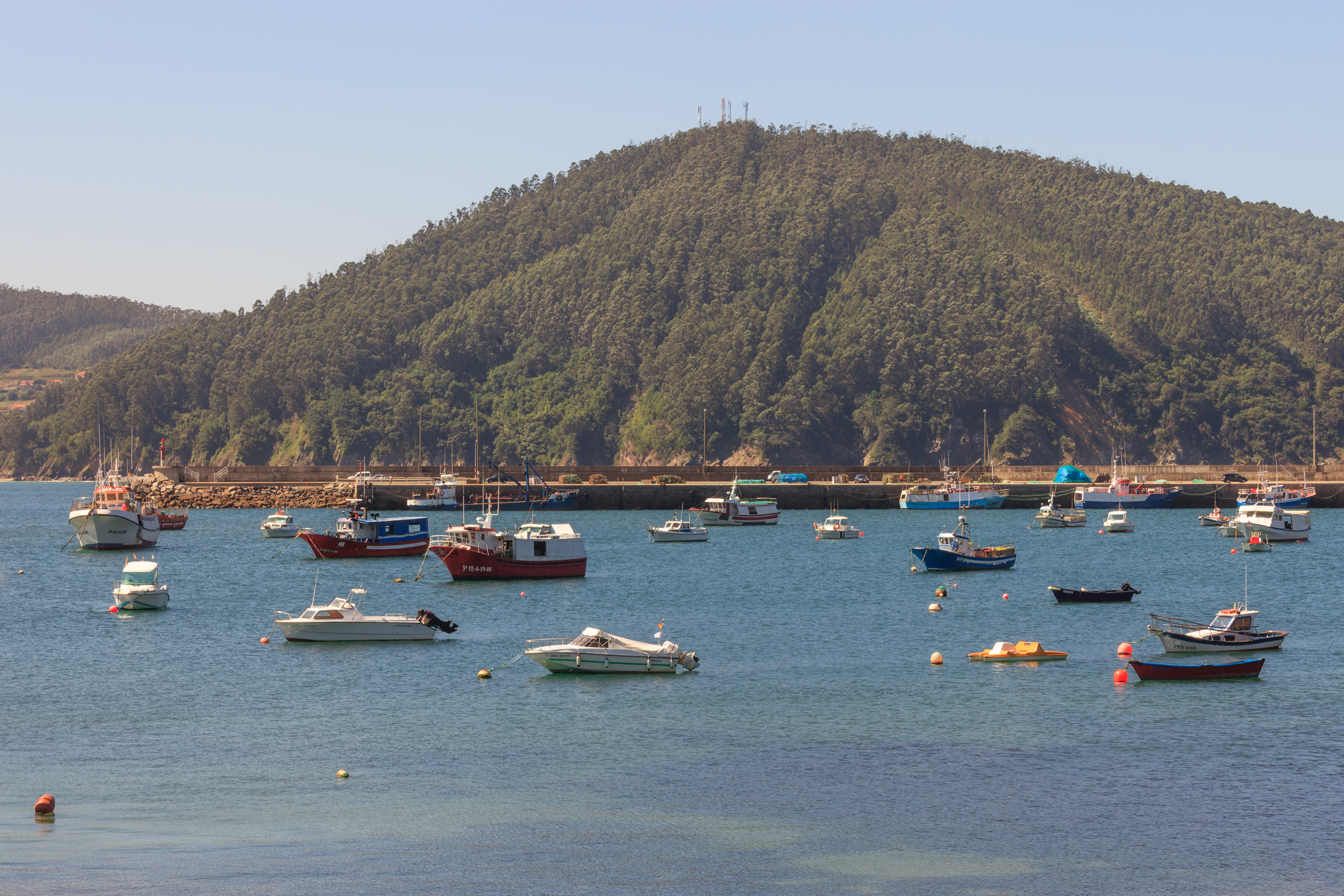
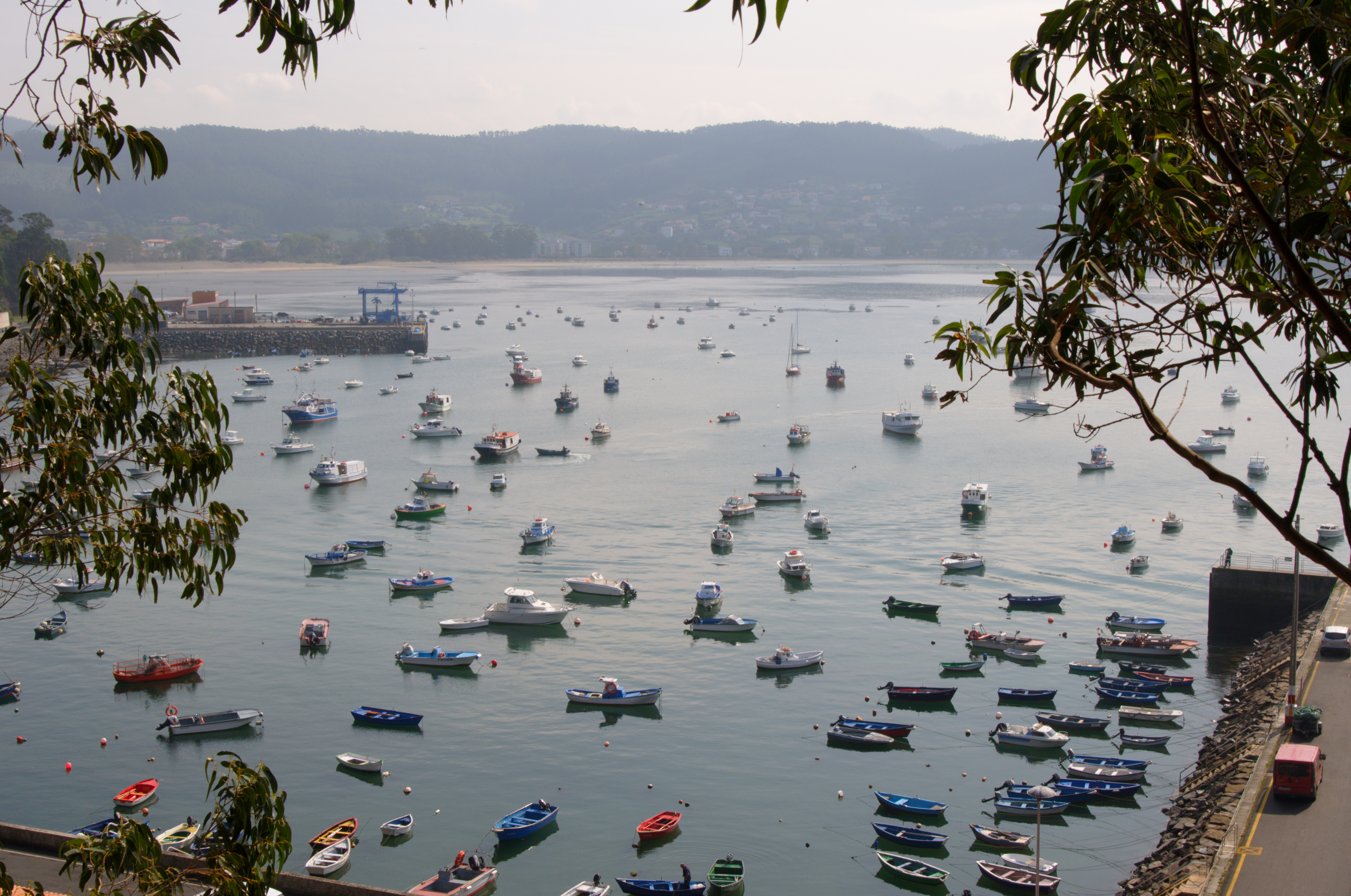
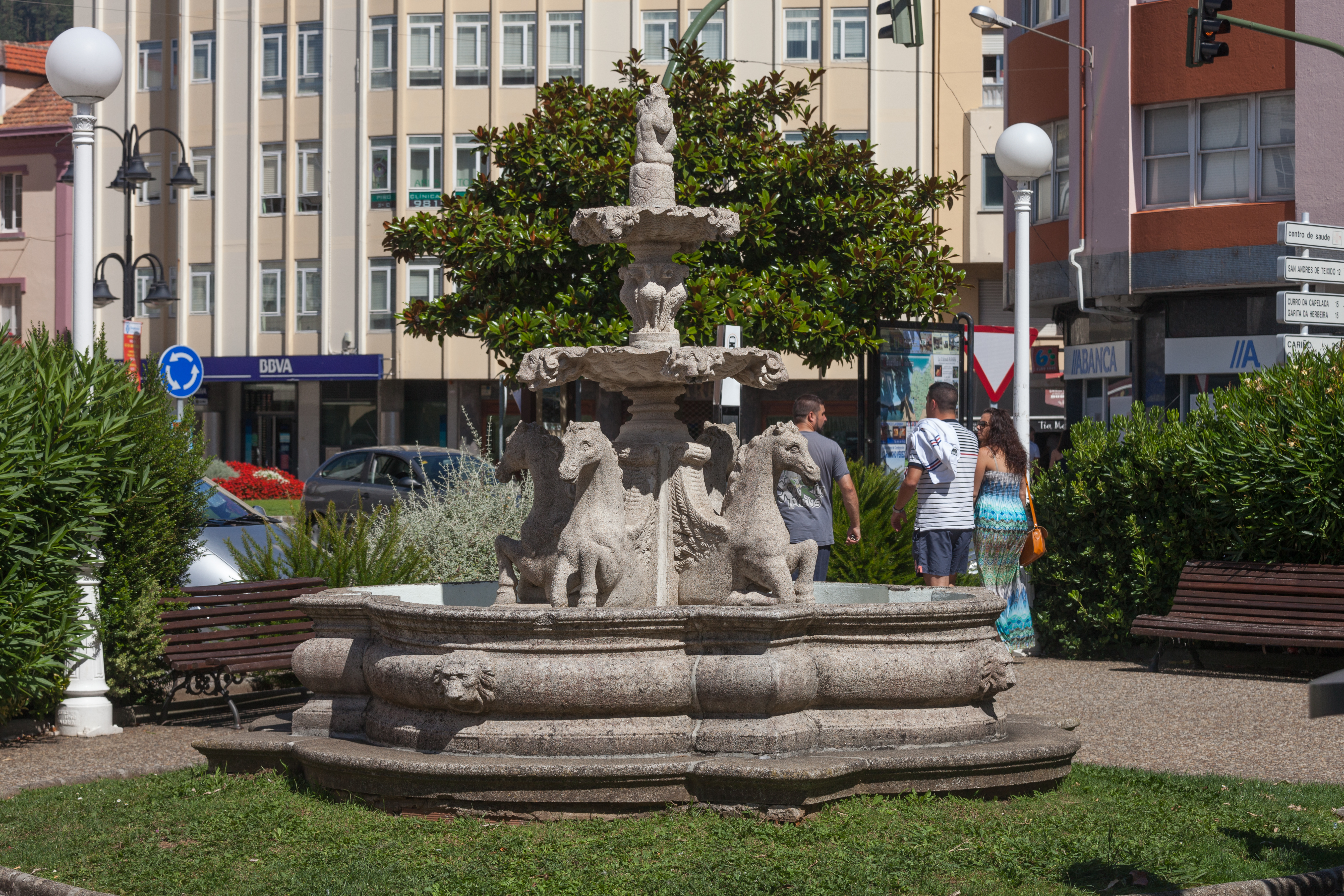
喷泉